# Panuwat Yimsa-ngar
Panuwat Yimsa-ngar (thailändisch พานุวัฒ ยิ้มสง่า, * 16. Januar 1982 in Nakhon Pathom) ist ein thailändischer Fußballspieler.

## Karriere
Seinen ersten Vertrag unterschrieb Panuwat Yimsa-ngar 2005 bei Nakhon Pathom United FC in Nakhon Pathom. Für den Club spielte er 93 Mal in der Thailand Provincial League sowie der Thai Premier League. Nachdem der Verein 2009 einen 16. Platz belegte und in die Zweite Liga abstieg, verließ er den Verein und wechselte zum Erstligisten Samut Songkhram FC nach Samut Songkhram. Hier spielte er zwei Jahre. 2012 ging er nach Bangkok zum Ligakonkurrenten BEC Tero Sasana FC. Nach der Hinserie, wo er nur auf einen Einsatz kam, wechselte er nach Ratchaburi zum Zweitligisten Ratchaburi Mitr Phol. Der Verein wurde 2012 Meister der Thai Premier League Division 1 und stieg somit in die Thai Premier League auf. Im Juli 2013 wechselte er wieder in die Zweite Liga und schloss sich dem Saraburi FC an. Nach 20 Spielen für Saraburi unterschrieb er 2016 einen Vertrag bei seinem ehemaligen Club Nakhon Pathom United FC, der mittlerweile in der Zweiten Liga spielte. Nakhon Pathom stieg nach der Saison in die Dritte Liga ab und auch Panuwat Yimsa-ngar verließ den Verein und schloss sich dem Drittligisten Ayutthaya FC an. 2018 ging er in die Vierte Liga und spielt seit 2018 für IPE Samut Sakhon United FC.

## Erfolge
Ratchaburi Mitr Phol FC
- 2012 – Thai Premier League Division 1 – Meister  ▲

IPE Samut Sakhon United FC
- 2018 – Thai League 4 – West  – Vizemeister  ▲